# Кендала (Талгарський район)
Кендала́ (каз. Кеңдала) — село у складі Талгарського району Алматинської області Казахстану. Адміністративний центр Кендалинського сільського округу.
У радянські часи село називалось Роздольне.
Населення — 16878 осіб (2021; 8474 у 2009, 2816 у 1999, 2002 у 1989).